# Acid Black Cherry TOUR "『2012』"
『Acid Black Cherry TOUR 『２０１２』』（アシッドブラックチェリー ツアー ニー・ゼロ・イチ・ニー）は、Acid Black Cherryのライブビデオ。

## 概要
- 2012年5月より行われたライブツアーの日本武道館ファイナル公演の模様が収録されている。
- 特典映像として全国22公演のオフショット映像を収録。
- 2012年11月21日には、Acid Black Cherry 2009 tour"Q.E.D"、Acid Black Cherry 2010 Live “Re:birth”〜Live at OSAKA-JO HALL〜"、及びAcid Black Cherry 2010 Live “Re:birth”〜Live at YOKOHAMA ARENA〜"と共に、Blu-rayが発売。

## 収録曲
1. ～until～
2. doomsday clock
3. ピストル
4. CRISIS
5. 罪と罰～神様のアリバイ～
6. 蝶
7. 指輪物語
8. ～the day～
9. Fallin' Angel
10. in the mirror
11. イエス
12. so…Good night.
13. チェリーチェリー
14. Re:birth
15. 少女の祈り
16. 少女の祈りIII
17. SPELL MAGIC
18. 冬の幻 〜Acoustic version〜 [Encore]
19. 君がいるから [Encore]
20. その日が来るまで [Encore]
21. シャングリラ [Encore]
22. ～comes～
23. Black Cherry [W Encore]
24. 20+∞Century Boys [W Encore]

- 特典映像(約20分収録予定)

　DOCUMENTARY OFF SHOT ～ Acid Black Cherry TOUR 『２０１２』～ 